# Abecedni popis agnotozoa: R

### RazredRhombozoavan Beneden
- Porodica Conocyemidae
- Porodica Dicyemidae van Beneden, 1882
- Red Heterocyemida
- Porodica Kantharellidae Czaker, 1994

Animalia → Agnotozoa → Dicyemida

### RhopaluraGiard, 1877
- Rhopalura elongata Shtein, 1953
- Rhopalura gigas (Giard, 1877)
- Rhopalura granosa Atkins, 1933
- Rhopalura intoshi Metchnikoff, 1881
- Rhopalura litoralis Shtein, 1953
- Rhopalura major Shtein, 1953
- Rhopalura murmanica Shtein, 1953
- Rhopalura ophiocomae Giard, 1877
- Rhopalura philinae Lang, 1954
- Rhopalura pterocirri de Saint-Joseph, 1896

Animalia → Agnotozoa → Orthonectida → Rhopaluridae

### PorodicaRhopaluridaeStunkard, 1937
- Rodovi: Ciliocincta, Intoshia, Prothelminthus, Rhopalura, Stoecharthrum

Animalia → Agnotozoa → Orthonectida